# Jajorodność

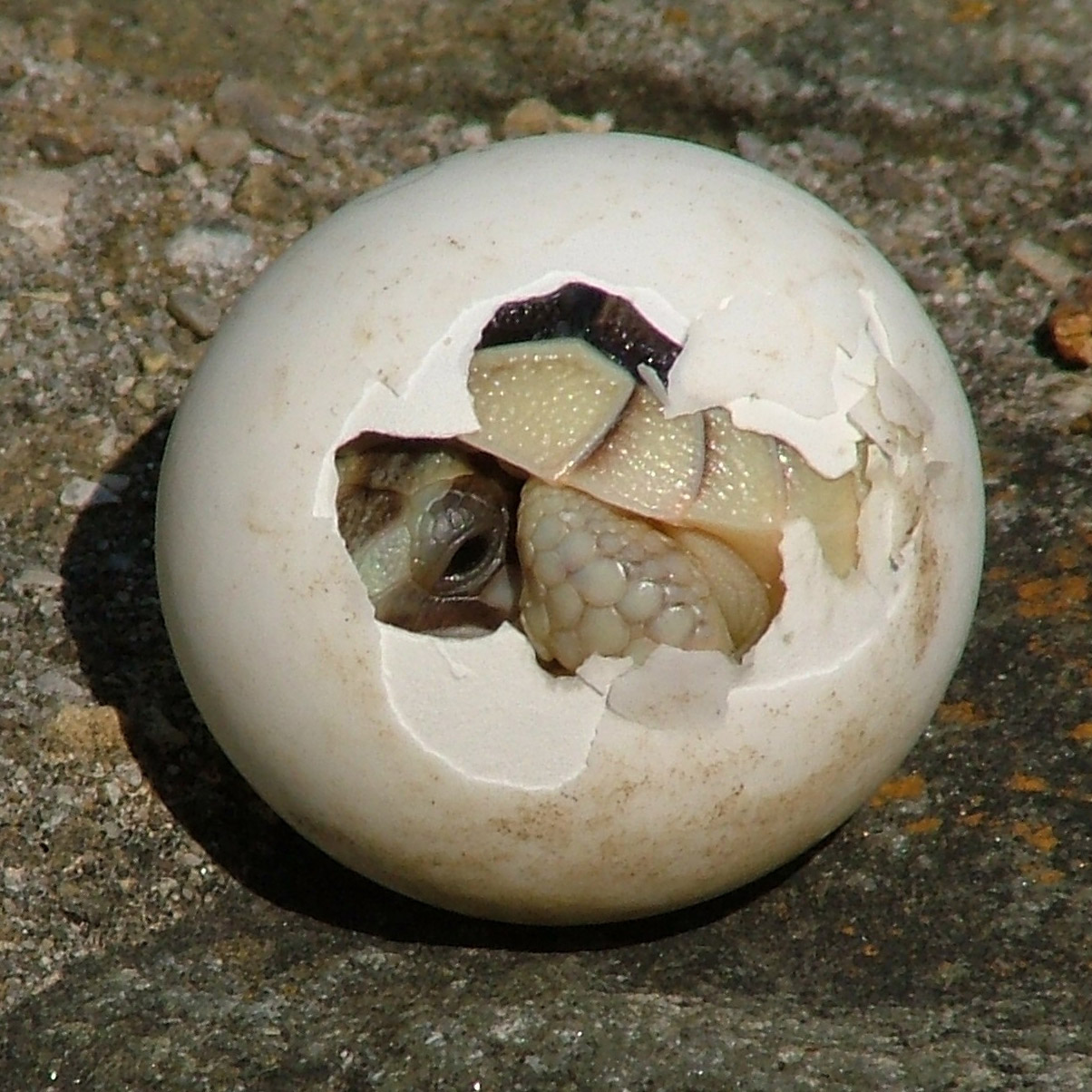
Żółw wydostający się ze skorupy

Jajorodność – najbardziej rozpowszechniona forma rozrodu płciowego zwierząt, polegająca na rozwoju zarodkowym w jaju wydalonym z organizmu matki przed zapłodnieniem (u płazów, ryb oraz niższych bezkręgowców) lub tuż po zapłodnieniu (u ptaków, owadów i niektórych gadów). Zwierzęta, których potomstwo wykluwa się z jaj poza organizmem matki, nazywamy jajorodnymi. Z uwagi na bardzo niską przeżywalność młodych, składają one zwykle znacznie większą liczbę jaj w porównaniu do liczby potomstwa zwierząt żyworodnych.